# Zellfraktionierung
Unter Zellfraktionierung versteht man die Trennung der Bestandteile einer Zelle nach einem Zellaufschluss, z. B. in Organellen und zytosolische Proteine.
Die Trennung (Separation, Reinigung, Isolierung) bei einer Zellfraktionierung erfolgt meistens durch Zentrifugation, wobei Bruchstücke der Zellmembran und Zellkerne zuerst sedimentieren, gefolgt von den Mitochondrien und dem endoplasmatischen Retikulum. Im Überstand verbleiben zytosolische Proteine. Bei sorgfältigem Arbeiten bleiben die Zellorganellen intakt und weitgehend funktionsfähig. Nach dem Zellaufschluss liegen die Zellbestandteile in einem „brei-artigen“ Zustand vor. Die Zellfraktionierung stellt oftmals nur den Beginn einer Proteinreinigung, einer DNA- oder einer RNA-Isolierung dar.

## Methoden

### Dichtegradientenzentrifugation
Bei der Dichtegradientenzentrifugation wird das Homogenat auf die Oberfläche eines Dichtegradienten aufgetragen und anschließend zentrifugiert. Dadurch sortieren sich die Zellbestandteile nach ihrer jeweiligen Dichtezone. Sinnvoll ist dieses Verfahren, wenn man Zellbestandteile ähnlicher Größe mit einem geringen Dichteunterschied isolieren will.

### Differentielle Zentrifugation

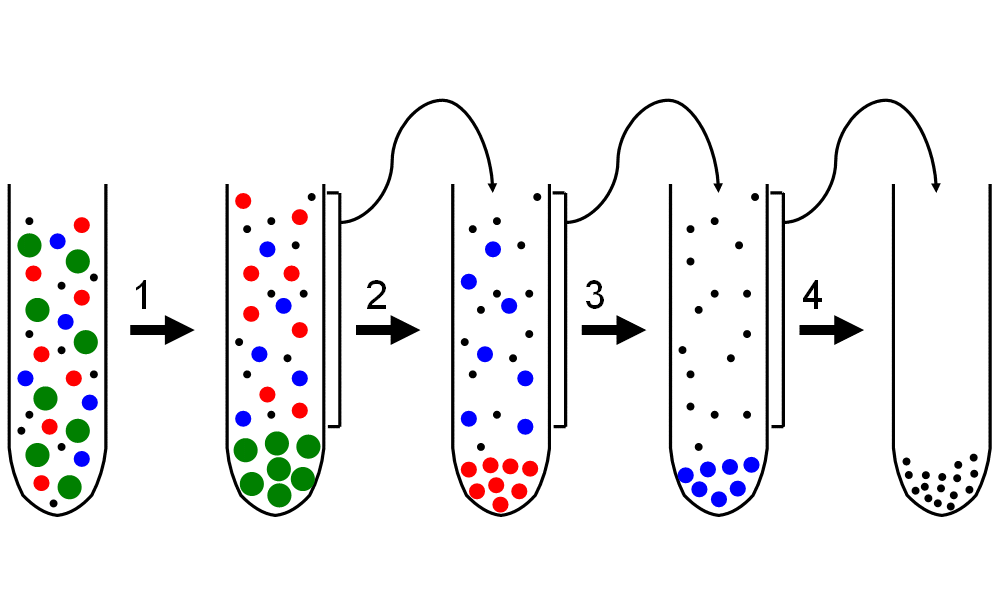
Schematische Darstellung einer differentiellen Zentrifugation

Die differentielle Zentrifugation ist ein Trennverfahren, bei dem zelluläre Bestandteile durch mehrere serielle Zentrifugationen bei immer höheren Geschwindigkeiten aufgetrennt werden.
Man macht sich zunutze, dass Zentrifugation die Zellkomponenten auf der Basis ihrer Größe und Dichte auftrennt. Große und dichte Komponenten wandern am schnellsten, setzen sich also schon bei verhältnismäßig niedrigen Geschwindigkeiten ab und bilden ein Pellet.
Ein Zellhomogenisat wird (1.) bei niedrigen Geschwindigkeiten zentrifugiert. Das entstandene Pellet (grün) besteht aus großen schweren Bestandteilen. Der Überstand wird abgenommen und bei etwas höherer Geschwindigkeit zentrifugiert (2.). Dieser Vorgang wird wiederholt und bei jeder Zentrifugation die Geschwindigkeit gesteigert.
Zur Auftrennung zellulärer Bestandteile gelten die folgenden Faustregeln: Zellkerne sedimentieren bei Zentrifugation mit 1000 g für 5 – 10 min; Mitochondrien mit 10 000 g für 15 min und Mikrosomen bei 100 000 g für 1 h.